# Episodi di Agli ordini papà (terza stagione)
La terza stagione della serie televisiva Agli ordini papà è stata trasmessa in anteprima negli Stati Uniti d'America dalla CBS tra il 16 settembre 1991 e l'11 maggio 1992.
| nº | Titolo originale                   | Titolo italiano | Prima TV USA      | Prima TV Italia |
| -- | ---------------------------------- | --------------- | ----------------- | --------------- |
| 1  | The Shut Down                      |                 | 16 settembre 1991 |                 |
| 2  | Major Moonlighting                 |                 | 23 settembre 1991 |                 |
| 3  | Polly's Pen Pal                    |                 | 30 settembre 1991 |                 |
| 4  | A Few Good Men                     |                 | 7 ottobre 1991    |                 |
| 5  | Poker Night                        |                 | 14 ottobre 1991   |                 |
| 6  | Anything You Can Do I Can Do Perky |                 | 21 ottobre 1991   |                 |
| 7  | Educating Casey                    |                 | 28 ottobre 1991   |                 |
| 8  | Lady in Waiting                    |                 | 4 novembre 1991   |                 |
| 9  | General Unrest                     |                 | 11 novembre 1991  |                 |
| 10 | Steel Magnolia                     |                 | 18 novembre 1991  |                 |
| 11 | On the Line                        |                 | 25 novembre 1991  |                 |
| 12 | The Shell Game                     |                 | 9 dicembre 1991   |                 |
| 13 | Who's That Blonde?                 |                 | 16 dicembre 1991  |                 |
| 14 | We've Got Trouble                  |                 | 6 gennaio 1992    |                 |
| 15 | Three's a Crowd                    |                 | 13 gennaio 1992   |                 |
| 16 | Three Angry Marines                |                 | 20 gennaio 1992   |                 |
| 17 | Close Encounters                   |                 | 3 febbraio 1992   |                 |
| 18 | Base Desires                       |                 | 24 febbraio 1992  |                 |
| 19 | When Gunny Talks                   |                 | 2 marzo 1992      |                 |
| 20 | The 'L' Word                       |                 | 9 marzo 1992      |                 |
| 21 | Sick Bay                           |                 | 16 marzo 1992     |                 |
| 22 | Charlotte's Web                    |                 | 27 aprile 1992    |                 |
| 23 | The Noisy Drill Team               |                 | 4 maggio 1992     |                 |
| 24 | In the Brick of Time               |                 | 11 maggio 1992    |                 |